# Chantel Malone
Chantel Ellen Malone (ur. 2 grudnia 1991 w Portoryko) – pochodząca z Brytyjskich Wysp Dziewiczych lekkoatletka specjalizująca się w skoku w dal i biegach sprinterskich.
Na początku kariery, jako pierwsza lekkoatletka Brytyjskich Wysp Dziewiczych, stawała na najwyższym stopniu podium CARIFTA Games. Startując w skoku w dal, zdobyła srebrny medal na mistrzostwach Ameryki Środkowej i Karaibów juniorów oraz uplasowała się na czwartej pozycji podczas juniorskich mistrzostw świata w Moncton (2010). Czwarta zawodniczka mistrzostw środkowoamerykańskich w 2011 i 2013. W tych samych latach dwukrotnie bez awansu do finału startowała na mistrzostwach świata. W 2014 sięgnęła po złoto igrzysk Ameryki Środkowej i Karaibów, a rok później zdobyła wicemistrzostwo strefy NACAC, ustanawiając wynikiem 6,69 nowy rekord Brytyjskich Wysp Dziewiczych w skoku w dal.
Startując w biegach sprinterskich, zdobyła złoto na dystansie 400 metrów podczas mistrzostw Ameryki Środkowej i Karaibów juniorów (2010).
Wielokrotna rekordzistka Brytyjskich Wysp Dziewiczych, medalistka mistrzostw kraju oraz czempionatu National Collegiate Athletic Association. Reprezentantka kraju na IAAF World Relays.
Jej ojciec, Keith Malone, uprawiał koszykówkę, a od 2010 roku jest trenerem męskiej reprezentacji narodowej Brytyjskich Wysp Dziewiczych.

## Osiągnięcia w skoku w dal
| Rok  | Impreza                                           | Miejsce       | Lokata            | Wynik |
| ---- | ------------------------------------------------- | ------------- | ----------------- | ----- |
| 2009 | Mistrzostwa Ameryki Środkowej i Karaibów          | Hawana        | 10. miejsce       | 5,85  |
| 2010 | Mistrzostwa Ameryki Środkowej i Karaibów juniorów | Santo Domingo | 2. miejsce        | 6,10  |
| 2010 | Mistrzostwa świata juniorów                       | Moncton       | 4. miejsce        | 6,17  |
| 2011 | Mistrzostwa Ameryki Środkowej i Karaibów          | Mayagüez      | 4. miejsce        | 6,23  |
| 2011 | Mistrzostwa świata                                | Daegu         | el. – 20. miejsce | 6,12  |
| 2013 | Mistrzostwa Ameryki Środkowej i Karaibów          | Morelia       | 4. miejsce        | 6,35  |
| 2013 | Mistrzostwa świata                                | Moskwa        | el. – 21. miejsce | 6,40  |
| 2014 | Igrzyska Wspólnoty Narodów                        | Glasgow       | 4. miejsce        | 6,41  |
| 2014 | Igrzyska Ameryki Środkowej i Karaibów             | Xalapa        | 1. miejsce        | 6,46  |
| 2015 | Igrzyska panamerykańskie                          | Toronto       | 5. miejsce        | 6,62  |
| 2015 | Mistrzostwa NACAC                                 | San José      | 2. miejsce        | 6,69  |
| 2015 | Mistrzostwa świata                                | Pekin         | el. – 21. miejsce | 6,46  |
| 2017 | Mistrzostwa świata                                | Londyn        | 7. miejsce        | 6,57  |
| 2018 | Igrzyska Wspólnoty Narodów                        | Gold Coast    | 5. miejsce        | 6,48  |
| 2018 | Igrzyska Ameryki Środkowej i Karaibów             | Barranquilla  | 2. miejsce        | 6,52  |
| 2018 | Mistrzostwa NACAC                                 | Toronto       | 5. miejsce        | 6,19  |
| 2019 | Igrzyska panamerykańskie                          | Lima          | 1. miejsce        | 6,68  |
| 2019 | Mistrzostwa świata                                | Doha          | el. – 22. miejsce | 6,45  |
| 2021 | Igrzyska olimpijskie                              | Tokio         | 12. miejsce       | 6,50  |

## Rekordy życiowe
- Bieg na 200 metrów – 23,53 (2012)
- Bieg na 400 metrów (stadion) – 52,35 (2010)
- Bieg na 400 metrów (hala) – 53,23 (2011) były rekord Brytyjskich Wysp Dziewiczych
- Skok wzwyż – 1,65 (2008) rekord Brytyjskich Wysp Dziewiczych
- Skok w dal (stadion) – 7,08 (2021) rekord Brytyjskich Wysp Dziewiczych
- Skok w dal (hala) – 6,67 (2017) rekord Brytyjskich Wysp Dziewiczych
- Trójskok (stadion) – 13,27 (2011) rekord Brytyjskich Wysp Dziewiczych / 13,54w (2011)
- Trójskok (hala) – 13,45 (2011) rekord Brytyjskich Wysp Dziewiczych